# FireHouse
Pour l'album éponyme, voir FireHouse (album).
FireHouse est un groupe américain de glam metal, originaire de Caroline du Nord. Formé en 1989, le groupe devient célèbre pendant les années 1990 avec des singles comme Don't Treat Me Bad, Reach for the Sky et All She Wrote ainsi qu'avec des ballades comme I Live My Life for You, Love of a Lifetime et When I Look Into Your Eyes. Aux American Music Awards de 1992, FireHouse remporte le prix du meilleur nouveau groupe de hard rock/metal devant Nirvana et Alice in Chains.
Durant les années 1990, le groupe reste très populaire en Asie, principalement au Japon, en Thaïlande, en Inde, en Malaisie, aux Philippines, en Indonésie et au Singapour. Il reste également populaire en Amérique du Sud et en Europe. FireHouse continue à sortir de nouveaux albums jusqu'à la fin des années 1990 et au début des années 2000, et la plupart réussissent dans les charts au Japon. Le groupe continue également à faire des tournées internationales à partir de 2007, après avoir participé à deux reprises au Rock Never Stops Tour avec d'autres groupes des années 1980. Depuis leurs débuts, le nombre d'albums de FireHouse vendus est estimé à plus de sept millions d'albums à travers le monde.
Initialement composé du chanteur C.J. Snare (décédé le 5 avril 2024), du guitariste Bill Leverty, du batteur Michael Foster et du bassiste Perry Richardson, le groupe a par la suite conservé sa formation originale, à l'exception du départ de Perry Richardson en 2000. Ce dernier est remplacé trois fois avant le recrutement du bassiste actuel Allen McKenzie qui rejoint FireHouse en 2004.

## Historique

### Débuts (1984-1990)

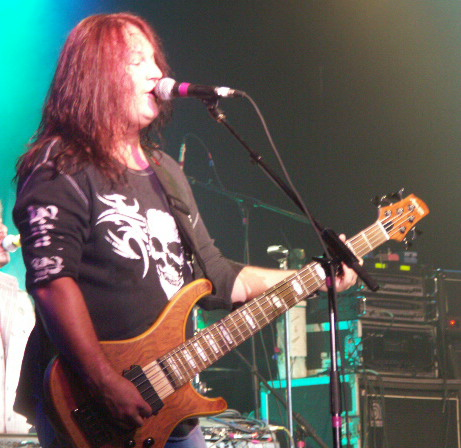
Le bassiste Allen McKenzie dans le Dakota du Nord en 2007.

Les débuts de Firehouse remontent à 1984, alors que White Heat, le groupe de Bill Leverty, avait besoin d'un batteur. Après plus de 20 auditions, le batteur de FireHouse, Michael Foster, répond à l'annonce et, impressionnant Bill Leverty par son talent, est rapidement engagé. En dehors des tournées avec le groupe, Bill Leverty et Michael Foster allaient souvent dans les clubs de rock, et c'est dans l'un de ces clubs qu'ils aperçoivent un groupe appelé Maxx Warrior. Le chanteur et le bassiste de ce groupe sont, respectivement, C.J. Snare et Perry Richardson. Leverty et Foster sont impressionnés par la capacité vocale de C.J. Snare, ce qui a été déterminant pour son arrivée dans le groupe. Après la séparation de Maxx Warrior, Bill Leverty envoie à C.J. Snare certaines de ses chansons et lui demande de chanter dans leur groupe. Michael Foster et Bill Leverty, de nouveau impressionnés, amenent donc C.J. Snare pour être le chanteur du groupe pour un spectacle en Virginie quelques semaines plus tard.
Le groupe, composé alors de trois membres, récupère Perry Richardson, l'ex-bassiste de Maxx Warrior qui ne cache pas son enthousiasme, mais qu'il leur annonce qu'il avait encore six mois de spectacle. Ces six mois écoulés, Perry Richardson et son nouveau groupe s'installent à Charlotte, en Caroline du Nord, et commencent l'enregistrement de démos dans la chambre de Bill Leverty. Le groupe enregistre toute la journée et joue des spectacles d'hôtel la nuit pour gagner un revenu. White Heat, le nom du groupe de Bill Leverty et Michael Foster, étant devenu une marque commerciale, ils décident de changer pour FireHouse. En décembre 1989, Michael Caplan du label Epic Records se rend à New York pour voir un spectacle de FireHouse, et propose immédiatement au groupe, après la performance, un contrat d'enregistrement. Le groupe part ensuite en studio avec David Prater en tant que producteur. Prater, après avoir produit des groupes tels que Dream Theater et ayant été batteur au sein du groupe Santana, produira les deux premiers albums du groupe.

### Succès (1990-1999)

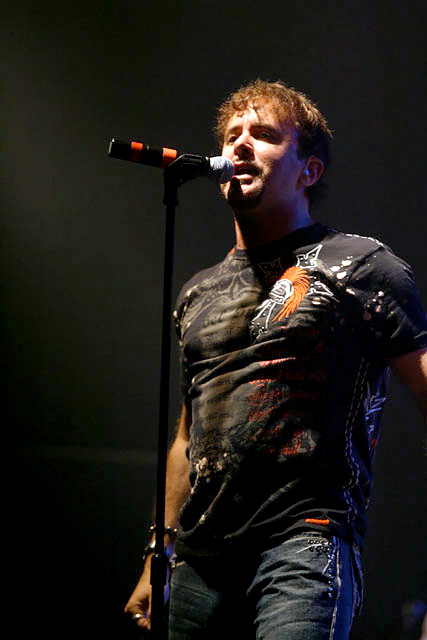
C.J. Snare.

Le premier album éponyme, FireHouse, est publié en 1990, et salué par la presse spécialisée. Le groupe remporte la récompense du meilleur nouveau groupe de hard rock/metal en 1991 aux American Music Awards. En parallèle, le Metal Edge Magazine les récompense du meilleur nouveau groupe de 1991, et les Young Guitar Magazine et Music Life Magazine du meilleur nouveau groupe de l'année en 1992. Leur premier album compte plus de deux millions d'exemplaires vendus aux États-Unis, et est certifié double disque de platine par la Recording Industry Association of America (RIAA). La troisième chanson, Love of a Lifetime, issue de FireHouse, est celle qui obtient le plus de succès, atteignant la troisième place des classements, et comptant 500 000 exemplaires vendus. D'autres singles sont également entrés dans les charts tels que Don't Treat Me Bad, à la quatorzième place. Le premier titre Shake and Tumble de l'album est diffusé à la radio et permet d'attirer l'attention sur le groupe, mais il 'nentrera op charts bien qu'il soit apparu sur une radio de metal. L'album est certifié disque d'or au Canada, à Singapour, et au Japon.
FireHouse poursuit sur le succès avec un nouvel album Hold Your Fire, publié en 1992. Bien qu'il n'ait pas eu le même succès que son prédécesseur, Hold Your Fire compte trois singles et est certifié disque d'or aux États-Unis. Hold You Fire compte environ 873 000 exemplaires vendus rien qu'aux États-Unis. La RIAA certifie Hold You Fire disque de platine en 2008. Hold Your Fire compte des singles tels que Sleeping with You, Reach for the Sky, ou encore la ballade When I Look Into Your Eyes. Ce dernier entre dans le top 40 aux États-Unis.
Pour leur troisième album, intitulé 3, FireHouse change de producteur. Ron Nevison — producteur de Led Zeppelin, Ozzy Osbourne, Europe, Heart et de nombreux autres groupes — produira cet album. Alors que le succès du groupe faiblit aux États-Unis par la sortie de l'album 3 en 1995, il leur apporte plus de succès à l'étranger que jamais auparavant. L'album est certifié disque d'or dans de nombreux pays asiatiques donnant au groupe l'opportunité de réaliser une tournée dans des pays comme l'Inde et la Thaïlande. Le single principal de l'album, I Live My Life for You, atteint le top 20 des ballades aux États-Unis. C.J. Snare fait remarquer que, malgré des changements drastiques dans leur musique, FireHouse reste le seul groupe de son genre à atteindre le top 20 jusqu'en 1995, sans changer de style musical. Suivi de l'album 3, Good Acoustics est une collection d'arrangements acoustiques de plusieurs de leurs plus grands succès, accompagné de quatre nouvelles chansons. Good Acoustics, produit par le groupe du guitariste Bill Leverty, est certifié disque d'or dans six pays à travers le monde, parmi eux la Malaisie, la Thaïlande et les Philippines. Les chansons In Your Perfect World, You are My Religion et Love Don't Care sont publiés comme singles dans les pays asiatiques. Après la sortie de l'album, FireHouse se lance dans une seconde tournée, terminée à la fin de 1996, suivie par une autre tournée en Indonésie, en Thaïlande et au Japon en février 1997 comprenant plusieurs spectacles à guichets fermés. Le groupe retourne en Asie du Sud-Est en juillet 1997 pour une tournée sans précédent dans 25 villes à guichets fermés en Indonésie.
Après cette période, FireHouse, frustrés par leur label dû au manque de promotion aux États-Unis, demande à résilier leur contrat. Cependant, ils ont fait un changement significatif et important, quand ils ont signé avec Pony Canyon, en provenance du Japon. Avec le déclin de la popularité aux États-Unis, et leur renommée stable en Asie, ils publient donc Category 5 avec leur nouveau label. Ils font une tournée dans toute l'Asie en 1998 et 1999, essuyant beaucoup de succès avec leur album. Le groupe continue sa tournée aux États-Unis, jouant ainsi au Rock Never Stops Tour dans toute l'Amérique en 1998. Cette tournée met en vedette d'autres groupes de rock dont Slaughter et Quiet Riot. FireHouse enregistre un album live intitulé Bring 'Em Out Live à Osaka, au Japon, publié plus tard cette année.

### Années 2000 et 2010

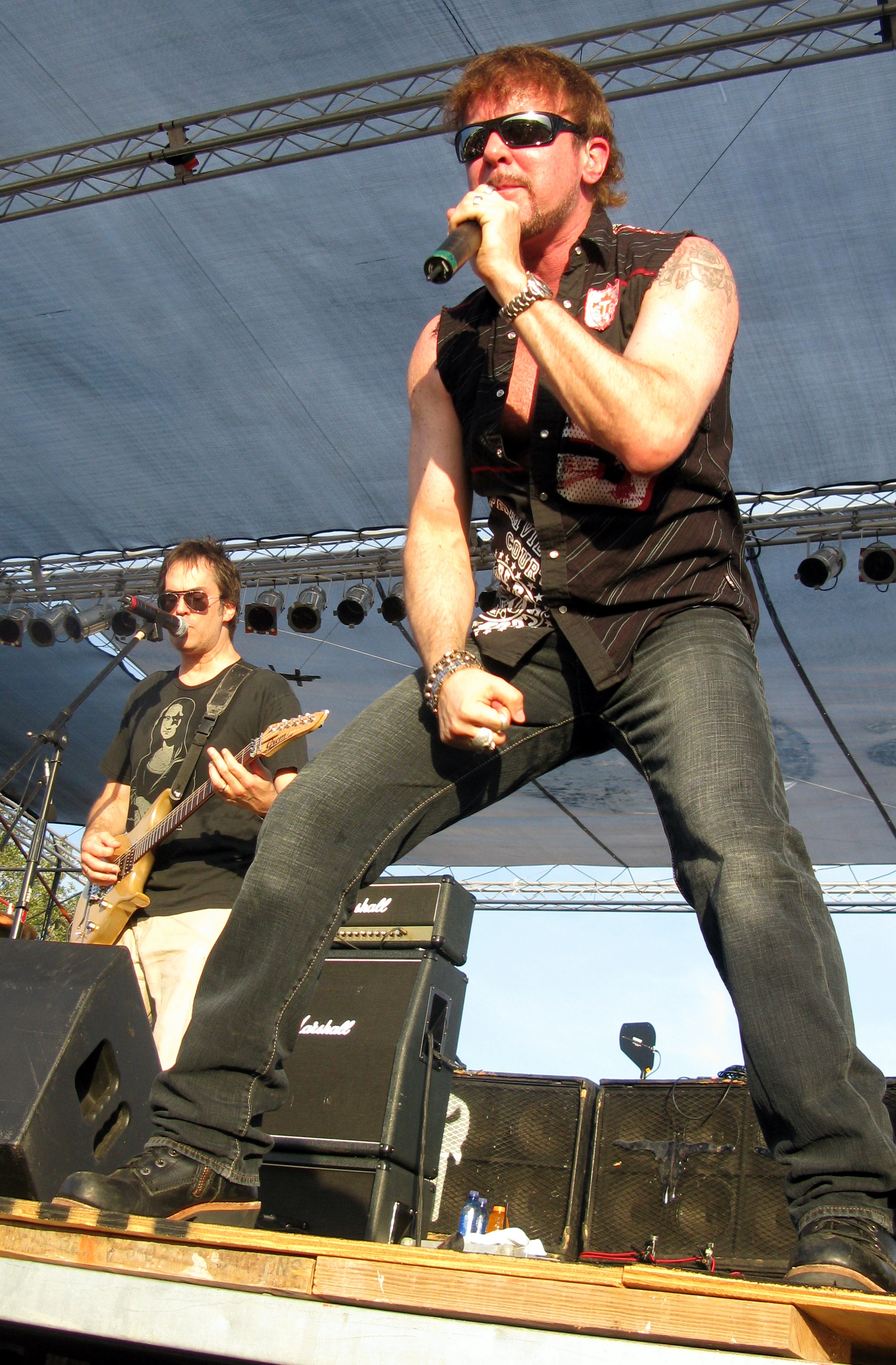
FireHouse en 2008, avec le chanteur C.J. Snare et le guitariste Bill Leverty.

En 2000, le groupe se sépare du bassiste Perry Richardson en raison de conflits personnels, et embauche un nouveau bassiste, Bruce Waibel, ancien membre du groupe de Gregg Allman pendant 10 ans. Bill Leverty a rencontré Waibel à Sarasota, en Floride et a été impressionné par ses talents de guitariste basse. Avec Bruce Waibel, ils enregistrent leur prochain album, O2, et partent en tournée au Metal Edge 2002 avec Dokken, Ratt, Warrant, et L.A. Guns. Après douze semaines de tournée, Waibel se sépare du groupe pour pouvoir passer plus de temps avec sa famille. En 2003, Waibel décède subitement à l'âge de 39 ans. Le guitariste Bill Leverty exprime sa tristesse ainsi que celle du groupe sur sa mort dans un communiqué peu de temps après avoir appris la nouvelle. Au départ, Waibel est remplacé par le brésilien Dario Seixas, qui jouait dans le groupe de la basse en 2003. Avec l'arrivée d'un nouveau bassiste, le groupe est parti en studio d'enregistrement pour sortir Prime Time acclamé par la critique, mais Dario Seixas a quitté le groupe peu de temps après, le groupe a donc annoncé qu'ils avaient besoin d'un bassiste. Allen McKenzie, qui jouait à l'époque de la basse pour le projet solo de Jani Lane, envoyé à sa cassette d'audition, et la groupe a dit qu'il était le bassiste idéal pour le groupe, Allen McKenzie a donc rejoint le groupe.
En décembre 2004, FireHouse devient le premier groupe majeur international de rock à jouer des dates de concerts dans le nord de l'Inde. La première date de concert du groupe a lieu à Shillong, suivie de deux autres dates à Dimapur, et à Aizawl. La première date du groupe, à Shillong, a lieu devant une foule de stade complet de plus de 40 000 personnes, établissant un record pour cette ville. Le groupe part en tournée en 2005 et 2006, et lance une autre tournée en 2007 à l'Est des États-Unis comme le Dakota du Nord et de jouer à plusieurs festivals tels que le Rocklahoma. Dans une interview en mars 2007, lorsqu'on les interroge sur le prochain album du groupe, le guitariste Bill Leverty déclare que « nous avons l'intention de rentrer en studio cet hiver. J'espère que nous serons en mesure de réaliser toutes les chansons ensemble et de les enregistrer pour une sortie vers le printemps ou l'été. ». En ce qui concerne l'avenir du groupe, C.J. Snare a commenté que « ça a été une incroyable, incroyable carrière. Pour faire quelque chose que vous aimez, pour être un artiste, d'être un artiste et d'aller partout et avoir des fans partout dans le monde et être en mesure de faire une vie comme celle-ci. Tant que ce n'est perpétué, je ne vois aucune raison de s'arrêter. »
En 2011, le groupe publie neuvième album studio, Full Circle, qui contient des versions rééditées de leurs anciennes chansons.

## Membres
Composé à l'origine du chanteur C.J. Snare, du guitariste Bill Leverty, du batteur Michael Foster, et du bassiste Perry Richardson, le groupe a maintenu tous ses membres originaux, à l'exception de Perry Richardson, qui a quitté le groupe en 2000 en raison de conflits. Perry Richardson a été remplacé par Bruce Waibel, mais lui-même en 2003 a quitté le groupe pour passer plus de temps avec sa famille. Dario Seixas a rejoint le groupe à la suite du départ de Bruce Waibel mais s'est séparé du groupe après la sortie de l'album Prime Time. Le bassiste actuel Allen McKenzie a pris la place de Dario Seixas en 2004.
Le guitariste Bill Leverty et le chanteur C.J. Snare, mènent tous deux une carrière solo, mais qui ne nuit pas au groupe. Bill Leverty a sorti deux albums solo, Wanderlust en 2004 et Southern Exposure en 2007, et lorsqu'on lui demande s'il pourrait réaliser une tournée solo, il déclare qu'il serait « extrêmement égoïste » de le faire tout en mettant le groupe en second plan. C.J. Snare sort un single pour Noël intitulé A Christmas Gift, ainsi qu'un autre single avec Liberty 'n Justice intitulé Do What You Believe, et travaille actuellement sur la version 2011 de son projet parallèle avec le guitariste anglais Chris Green. Le projet s'appelle Rubicon Cross. Le batteur Michael Foster a participé au projet solo de Bill Leverty, en tant que batteur sur ces deux albums.
En septembre 2020, on diagnostique à C.J. Snare, le chanteur principal et membre fondateur du groupe, un cancer du côlon de stade IV. Le pronostic initial est sombre mais Snare subit, en mars 2021, une opération vitale qui lui permet d’allonger son espérance de vie. Malgré cette intervention, C.J. connaît une rechute de son cancer au printemps 2023 et doit subir à nouveau une opération en octobre 2023. Cette dernière le laisse très faible et incapable de vivre pleinement sa vie. Malgré tout, C. J. assure à ses fans qu’il sera de retour sur scène pour une série de spectacle avec son groupe à l’été 2024. Carl Jeffrey Snare  meurt subitement le 5 avril 2024 à sa résidence d’Orlando en Floride des suite d’un arrêt cardiaque relié à l’état avancée de son cancer.

### Membres actuels
- Bill Leverty - guitare (1989–aujourd'hui)
- Michael Foster - batterie (1989–aujourd'hui)
- Allen McKenzie - basse (2004–aujourd'hui)

### Anciens membres
- C.J. Snare - chant (1989– 2024) Décédé le 5 avril 2024.
- Perry Richardson - basse (1989–2000)
- Bruce Waibel - basse (2000-2003) Décédé le 2 septembre 2003
- Dario Seixas - basse (2003)

## Discographie

### Albums studio
- 1990 : FireHouse
- 1992 : Hold Your Fire
- 1995 : 3
- 1996 : Good Acoustics
- 1999 : Category 5
- 2003 : Prime Time
- 2011 : Full Circle

### Album live
- 1999 : Bring 'Em Out Live